# Oblast' autonome dell'Unione Sovietica
Le oblast' autonome dell'Unione delle Repubbliche Socialiste Sovietiche erano le unità amministrative create per un certo numero di nazioni più piccole, a cui fu data l'autonomia all'interno delle quindici repubbliche dell'URSS.

## RSS Azera
- Oblast' Autonoma del Nagorno-Karabakh (oggi Nagorno-Karabakh)

## RSS Georgiana
- Oblast' autonoma dell'Ossezia del Sud (oggi Ossezia del Sud)

## RSFS Russa
Mentre la Costituzione del 1978 della RSFSR specificava che le oblast' autonome erano subordinate ai krai, questa clausola venne rimossa nella revisione del 15 dicembre 1990, quando fu specificato che le oblast' autonome dovevano essere direttamente subordinate alla RSFSR Russa. Nel giugno 1991 esistevano cinque oblast' autonome all'interno della RSFSR, quattro delle quali furono elevate allo status di Repubblica il 3 luglio 1991:
- Oblast' autonoma di Adighezia (oggi Repubblica di Adighezia)
- Oblast' autonoma di Gorno-Altaj (oggi Repubblica dell'Altaj)
- Oblast' autonoma ebraica (indipendente da Territorio di Chabarovsk dal 1991)
- Oblast' autonoma di Karačaj-Circassia (oggi Repubblica di Karačaj-Circassia)
- Oblast' autonoma di Chakassia (oggi Repubblica di Chakassia)

Altre oblast' autonome sono esistite anche in precedenti epoche della storia sovietica:
- Oblast' autonoma cecena (1922-1934; oggi Repubblica cecena)
- Oblast' autonoma ceceno-inguscia (1934-1936; trasformata in RSSA ceceno-inguscia)
- Oblast' autonoma di Circassia (Distretto nazionale di Circassia 1926-1928; Oblast' autonoma di Circassia 1928-1957; in seguito fusa nell'Oblast' autonoma di Karačaj-Circassia)
- Oblast' autonoma ciuvascia (1920-1925; oggi Chuvash Republic)
- Oblast' autonoma inguscia (1924-1936; oggi Repubblica di Inguscezia)
- Oblast' autonoma di Cabardino-Balcaria (1921–1936; oggi Repubblica di Cabardino-Balcaria)
- Oblast' autonoma della Calmucchia (1920-1935; oggi Repubblica di Calmucchia)
- Oblast' autonoma kara-kirghisa (1924-1926; ribattezzata Oblast' autonoma del Kirghizistan nel 1924, divenne una repubblica autonoma nel 1926 (RSSA del Kirghizistan), una piena repubblica sindacale nel 1936 (RSS Kirghisa), e oggi Stato indipendente del Kirghizistan)
- Oblast' autonoma di Komi-Zyrjan (1922-1936; ora Repubblica dei Komi)
- Oblast' autonoma dei Mari (1920–1936; ora Repubblica di Mari El )
- Oblast' autonoma dell'Ossezia Settentrionale (1924-1936; ora Repubblica dell'Ossezia del Nord-Alania)
- Oblast' autonoma di Tuva (1944-1961; oggi Repubblica di Tuva)
- Oblast autonoma di Udmurtia (1920–1934; oggi Repubblica di Udmurtia)
- Oblast' autonoma karakalpaka (1925-1932; fino al 1930 all'interno Repubblica Socialista Sovietica Autonoma Kazaka, 1930-32 sotto la giurisdizione diretta della RSFSR, 1932-36 una RSS autonoma all'interno della RSFS Russa; dal 1936 appartiene alla RSS Uzbeka; oggi chiamata Karakalpakstan)

## RSS Tagika
- Oblast' autonoma di Gorno-Badakhshan (oggi regione autonoma di Gorno-Badakhshan)

## RSS Ucraina
- Oblast' autonoma moldava (1924; divenne una repubblica autonoma (RSSA Moldava) solo pochi mesi dopo la sua formazione, (RSS moldava) nel 1940, e oggi la Moldavia indipendente)